# Guatteria verrucosa
Guatteria verrucosa R.E.Fr. – gatunek rośliny z rodziny flaszowcowatych (Annonaceae Juss.). Występuje naturalnie w Nikaragui, Kostaryce oraz Panamie. 

## Morfologia
PokrójZimozielone drzewo dorastające do 15 m wysokości. Młode pędy są owłosione.
LiścieMają kształt od eliptycznego do odwrotnie lancetowatego. Mierzą 6–12 cm długości oraz 2–4 szerokości. Są lekko owłosione od spodu. Nasada liścia jest klinowa. Wierzchołek jest spiczasty.
KwiatySą pojedyncze. Rozwijają się w kątach pędów. Działki kielicha mają owalny lub trójkątny kształt i dorastają do 3 mm długości. Płatki mają kształt od podłużnego do odwrotnie owalnego. Osiągają do 10 mm długości.
OwocePojedyncze. Osiągają 8 mm długości oraz 5 mm średnicy.

## Biologia i ekologia
Rośnie w wiecznie zielonych lasach.